# Алан Джей Лернер
Алан Джей Лернер (англ. Alan Jay Lerner; 31 серпня 1918, Нью-Йорк — 14 червня 1986, там само) — американський сценарист, лібретист, автор музики та пісень для театральних і кіно мюзиклів.

## Загальні відомості
Лауреат трьох Премій Тоні та трьох Оскарів: за сценарій фільму «Американець у Парижі» (1951) та за адаптований сценарій і пісню до фільму «Жіжі» (1958).
Режисував обидва фільми Вінсент Міннеллі. Лернер також був автором музики до фільму «Маленький принц» (1974) Стенлі Донена, за що отримав Золотий глобус.
Разом з композитором  Фредеріком Лоу створив такі класичні бродвейські мюзикли, як «Бригадун» (1947, перший великий успіх), «Золото Каліфорнії» (1951), «Моя чарівна леді» (1957, екранізований 1964 — фільм «Моя чарівна леді»), «Камелот» (1960) і фільм-мюзикл «Жіжі» (1958) Автор сценарію фільмів «Королівське весілля» (1951), «У ясний день побачиш вічність» (1970).
Після того, як 1961 року Фредерік Лоу пережив серцевий напад, Лернер почав співпрацювати з композитором Річардом Роджерсом.
1971 року Алан Джей Лернер був прийнятий до Зали слави піснярів.

## Пісні
Лернер є автором слів таких знаменитих пісень, як «Almost Like Being in Love» (1947), «I Could Have Danced All Night» (1956), «On the Street Where You Live» (1956), «If Ever I Would Leave You» (1960).